# Guia Circuit
Guia Circuit lub Circuito da Guia – uliczny tor wyścigowy położony w południowej części półwyspu Makau. Jest on miejscem corocznych zmagań w Grand Prix Makau Formuły 3 oraz ostatnim wyścigiem sezonu World Touring Car Championship. Tor składa się z kilku długich prostych i ciasnych zakrętów oraz ma cechy toru typowo ulicznego – wąski, śliski z małą liczbą miejsc do wyprzedzania. Jednak zawiera w sobie także inne cechy, których ciężko szukać na innych tego typu obiektach: duża różnica wysokości podczas okrążenia (między najwyższym a najniższym punktem na torze jest różnica ponad 30 metrów), a także kilka bardzo długich prostych, które pozwalają rozpędzić się bolidom Formuły 3 do prędkości nawet 260 km/h. W wyniku połączenia tych wszystkich cech tor uznawany jest jako jeden z najbardziej wymagających na świecie, zarówno pod kątem jazdy, jak i ustawienia samochodu, ponieważ samochód nie może tracić zbyt dużo na długich prostych, ale musi też być konkurencyjny w śliskich zakrętach.

## Historia toru
Pierwszy wyścig samochodowy na tym torze odbył się w 1954 roku jako wyścig dla okolicznych entuzjastów wyścigów samochodowych. Od 1967 roku odbywają się tutaj także wyścigi motocyklowe i od tej pory tor jest miejscem rozgrywania zarówno wyścigów samochodowych, jak i motocyklowych.

## Układ toru

Guia Circuit

Układ toru nie uległ zmianie od pierwszego wyścigu w roku 1954 (w 1993 roku modyfikacji uległ kompleks boksów i paddock na torze, ale układ toru się nie zmienił). W najwęższym miejscu na torze przed nawrotem Melco tor ma szerokość zaledwie 7 metrów, często gdy dochodzi tam do wypadków tor zostaje zablokowany przez uszkodzone auta. Wzdłuż całego toru ustawione są barierki firmy Armco pomalowane na żółto-czarne barwy. Kiedyś nawet za zakrętem R. Bend znajdowała się pułapka żwirowa, często spotykana na stałych torach wyścigowych, jednak od momentu przeniesienia boksów w obecne miejsce, znajduje się tam wjazd do alei serwisowej i „pułapka” została usunięta.

## Wydarzenia wyścigowe
Tor jest dość specyficznym miejscem, gdzie zazwyczaj w drugim lub trzecim tygodniu listopada spotykają się zarówno kierowcy samochodowi, jak i motocykliści. Motocyklowe Grand Prix, Guia Race of Makau (od 2005 roku ostatni wyścig sezonu WTCC), a także Grand Prix Makau Formuły 3 są głównymi wydarzeniami weekendu wyścigowego w Makau. Odbywają się także inne wyścigi zorganizowane dla lokalnych entuzjastów ścigania.

## Trybuny
Na torze znajdują się dwie główne trybuny – jedna naprzeciwko alei serwisowej przy prostej start/meta, a druga przy najbardziej znanym zakręcie tego toru – Lisboa Bend. Jest to tak naprawdę pierwszy zakręt na torze do którego trzeba hamować i często jest to jedyna okazja do wyprzedzania, również podczas pierwszych okrążeń wyścigów często dochodzi tutaj do wypadków, ponieważ po tym zakręcie następuje drastyczne zwężenie trasy i często dla któregoś kierowcy brakuje po prostu miejsca. W związku z tym ceny biletów na trybunę przy Lisboa Bend są zazwyczaj wyższe niż te na główną trybunę.